# Mark Doyle
Marcus „Mark“ Andrew Doyle (* 29. Mai 1963) ist ein ehemaliger australischer Ruderer. 1986 war er Weltmeister mit dem Achter.

## Sportliche Karriere
Mark Doyle gewann 1982 im Zweier ohne Steuermann den Titel beim Match des Seniors, einem Vorläuferwettbewerb der U23-Weltmeisterschaften.
1986 gewann Mark Doyle bei den Commonwealth Games 1986 in Edinburgh den Titel mit dem australischen Achter. Im Vierer mit Steuermann erruderte er die Bronzemedaille. Drei Wochen nach den Commonwealth Games wurden in Nottingham die Finalläufe der Weltmeisterschaften 1986 ausgetragen. Die australische Crew mit James Galloway, Malcolm Batten, Andrew Cooper, Mike McKay, Mark Doyle, James Tomkins, Ion Popa, Stephen Evans und Steuermann Dale Caterson, die bereits bei den Commonwealth Games erfolgreich gewesen war, siegte mit vier Sekunden Vorsprung vor den Achtern aus der Sowjetunion und aus den Vereinigten Staaten. Bei den Weltmeisterschaften 1987 erreichte der australische Achter den vierten Platz mit 0,36 Sekunden Rückstand auf die drittplatzierten Italiener.
Bei den Olympischen Spielen 1988 in Seoul bildeten James Galloway, Hamish McLachlan, Andrew Cooper, Mike McKay, Mark Doyle, James Tomkins, Ion Popa, Stephen Evans und Dale Caterson den australischen Achter. Das Boot erreichte das Finale und belegte den fünften Platz hinter den Booten aus Deutschland, der Sowjetunion, den Vereinigten Staaten und dem Vereinigten Königreich.
Mark Doyles Vater Brian Doyle und sein Bruder David waren ebenfalls als Ruderer bei Olympischen Spielen dabei.